# 雲興里駅
雲興里駅（ウヌンリえき、朝鮮語: 운흥리역）朝鮮民主主義人民共和国平安南道价川市にある駅で、价川線に属する。

## 歴史
- 1916年5月13日：開業[1]。

## 隣の駅
价川線
延豊駅 - 雲興里駅 - 价川駅